# Indianópolis (bairro de São Paulo)
Indianópolis é um bairro nobre da zona sul da cidade de São Paulo, localizado no distrito de Moema.

## História

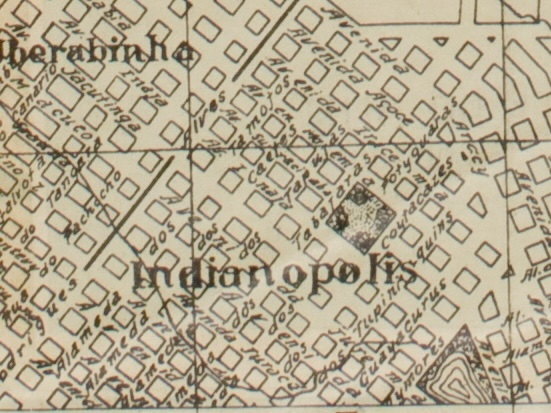
Traçado do mapa do bairro, Mapa Oficial da cidade em 1929.

O bairro surgiu na década de 1930, seguindo o mesmo padrão de outros bairros nobres da capital paulista, como o Jardim América, Planalto Paulista, Moema, Vila Mascote, Alto de Pinheiros e Jardim Prudência, localizados na região de Moema a São Judas.
De 1944 a 1991, constituiu um subdistrito da capital paulista, desmembrado da Vila Mariana. Sua porção sudeste gerou o bairro de Planalto Paulista, incorporado ao distrito da Saúde e a leste formou-se o bairro de Moema. Localiza-se basicamente nas cercanias da Avenida Moreira Guimarães e Avenida Rubem Berta, as quais referem-se erroneamente como "23 de Maio". Situa-se próximo aos bairros de Planalto Paulista, Campo Belo, Brooklin, Vila Guarani, Saúde, Moema e Jabaquara.
Indianópolis ainda compartilha ruas e avenidas com bairros vizinhos, como o caso das Avenidas Jandira, Jurema, Aratãs, Iraí, Moaci, Miruna, Imarés e Jamaris (entre Moema e Planalto Paulista) e as Avenidas Itacira, Piassanguaba e Ceci até altura do número 600, onde se inicia o bairro de Planalto Paulista.

## Avenida Indianópolis

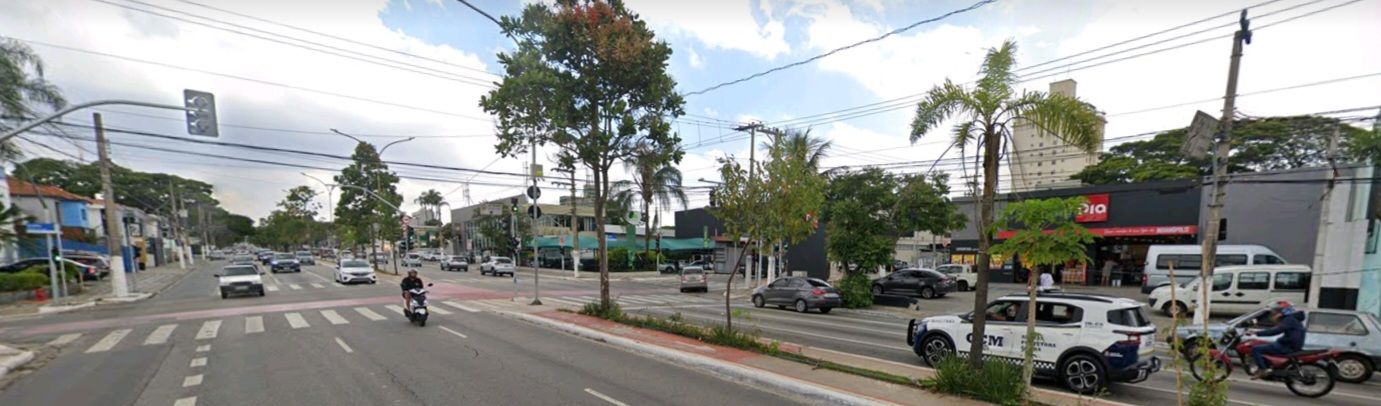
Vista panorâmica da avenida, no cruzamento com a Alameda dos Guatás

É uma importante via arterial que começa no cruzamento com a Avenida Jabaquara e termina no cruzamento com a Avenida Ibirapuera e a Avenida República do Líbano, em Moema.
Foi loteado entre 1913 e 1915 pela Cia. Territorial Paulista com o nome de Avenida Araci, em forma de homenagem à filha de seu diretor. Por conta do ato nº 505, de 18 de agosto de 1933, foi rebatizada para a denominação atual.

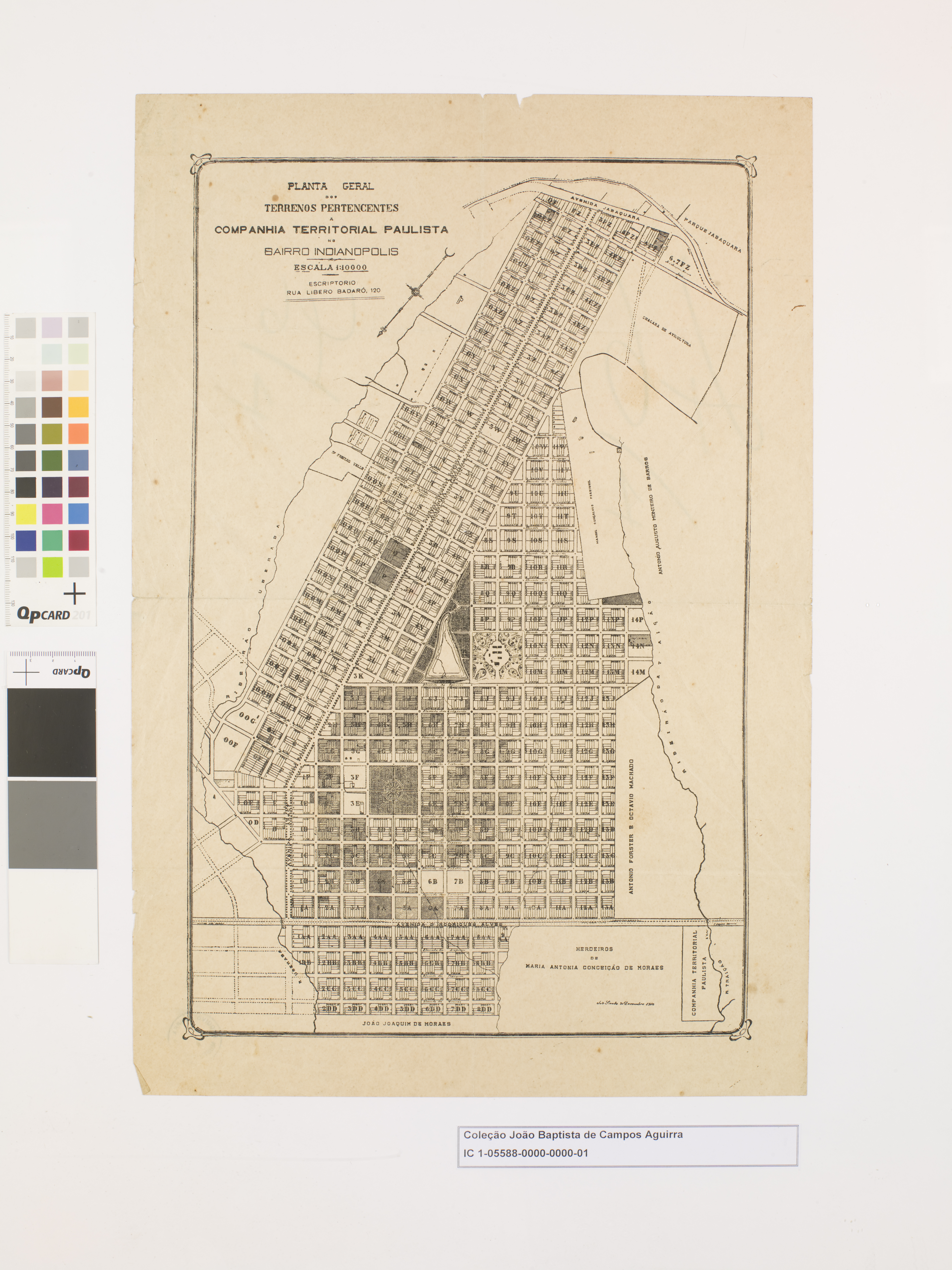
Terras cedidas à Companhia Territorial Paulista no bairro de Indianópolis, em planta baixa.

Fernando Arens Júnior, engenheiro, comerciante e diretor da Cia. Territorial Paulista, era um apreciador de nomes indígenas e de aves, que acabaram se tornando nomes de algumas ruas presentes na região. Francisco quis fazer mais uma homenagem, desta vez à cidade de Indianápolis, que é a capital do estado de Indiana, nos Estados Unidos, e ainda quis abranger este nome passando para o bairro e para ruas, entretanto foi grafado como "Indianópolis", e assim permanece até os dias atuais.
Tem como atração turística o Parque das Bicicletas, localizado na Alameda Iraé, entre o cruzamento das avenidas Indianópolis e Ibirapuera.

### Mobilidade
Em 12 de agosto de 2013, como parte do segundo trecho do corredor de ônibus Norte-Sul, a avenida ganhou uma faixa exclusiva de 2,4 quilômetros de extensão. Foi implantada em ambos os sentidos, entre as avenidas Jabaquara até Rubem Berta.

## Atualmente
Em Indianópolis ainda localiza-se a Cruz Vermelha de São Paulo, Clube Sírio Libanês, Hospital dos Defeitos da Face, Praça Lions Club Indianópolis, Praça Lucinha Mendonça e Praça Mari Chaddad Marrac.[carece de fontes?] É um bairro de alto-padrão, recebendo a classificação pelo CRECI como "Zona de Valor B", mesmo grau de: Jardim Paulistano, Alto de Santana e Pinheiros.

### Moradores e ex-moradores
- Eduardo Martini, ator.[8]
- Fernando Haddad, advogado e político.[9]